# Lohengrin (Schokolade)

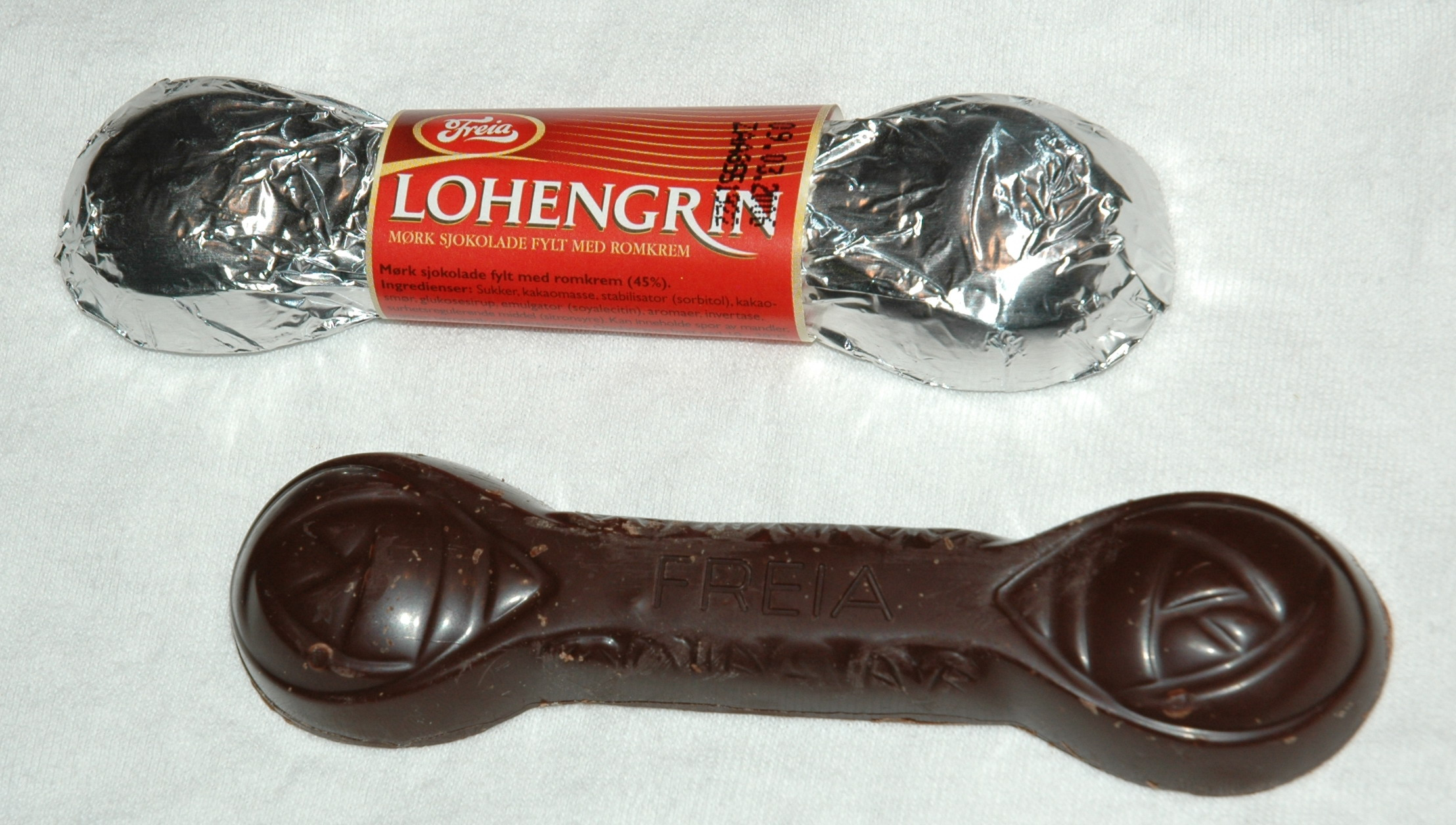
Lohengrin-Schokolade

Lohengrin war der Name eines norwegischen Schokoriegels, der von der Firma Freia produziert wurde. 1911 erstmals anlässlich einer Produktion der Wagner-Oper Lohengrin am Osloer Nationaltheatret exklusiv für den Verkauf in diesem Haus hergestellt, gehörte der Schokoriegel zu den am längsten vertriebenen Süßwaren Norwegens. 2009 wurde er zu einem nationalen Kulturgut erklärt. Anfang 2019 entschied der Konzern Mondelez International, in den Freia aufgegangen war, den Lohengrin-Riegel aus dem Verkehr zu nehmen.

## Geschichte
Der Schokoriegel wurde 1911 unter ungewöhnlichen Bedingungen auf den Markt gebracht. Die Firma Freia schloss mit dem Osloer Nationaltheatret einen Vertrag ab, dem zufolge das neue Produkt exklusiv in dem zwölf Jahre zuvor eröffneten Theater verkauft werden sollte. Direkter Anlass für die Vereinbarung war eine Produktion der Wagner-Oper Lohengrin am Osloer Haus. Während der Premiere am 7. Dezember 1911 gelangte die Schokolade erstmals in den Verkauf, doch sie fand sich auch als Requisit auf der Bühne wieder. Bis 1914 wurde die Süßigkeit vertragsgemäß ausschließlich am Nationaltheater angeboten, erst danach wurde sie auch in Lebensmittelgeschäften, Kiosken etc. verkauft.
Mit dem Design der Schokolade wurde Henrik Bull beauftragt, der als junger Architekt das Gebäude des Nationaltheaters entworfen hatte. Bull war in Berlin ausgebildet worden und versuchte in seinen Arbeiten um die Jahrhundertwende, die deutsch-österreichische Variante des Jugendstils mit einer als Drachenstil bezeichneten nationalromantischen Ornamentik zu verbinden, die ihm unter anderem von den norwegischen Stabkirchen bekannt war. Dieser Formwille ist auch an der Lohengrin-Schokolade noch zu erkennen: Der Riegel weist an den gerundeten Enden stilisierte Rosen und geschwungene, nicht-symmetrische Linien auf, wie sie typisch für die Gestaltung auch alltäglicher Gegenstände zu jener Zeit waren. Im Verlauf der Jahrzehnte wurde das Dekor jedoch vereinfacht, so dass die Formprinzipien seines Designers heute nur noch ansatzweise hervortreten. Zur romantischen Oper Lohengrin gibt es einige Bezüge: neben der Blumenmotivik im Libretto spielt in ihr die heidnische Göttin Freia eine gewisse Rolle, die in der Arie Entweihte Götter von der Zauberin Ortrud angerufen wird („Freia! Erhabne, höre mich!“). Nach dieser mythologischen Figur hatte sich der Osloer Hersteller der Lohengrin-Schokolade benannt.
Der Schokoriegel hatte anfangs den Status eines exquisiten Konsumartikels, den man sich zu besonderen Anlässen, z. B. bei einem Opernbesuch, leistete. Nach dem Zweiten Weltkrieg gingen die Verkaufszahlen zurück. Als Freia in den siebziger Jahren das Ende der Lohengrin-Produktion ankündigte, bewogen die vielen Proteste der Verbraucher die Firma jedoch dazu, den Riegel im Sortiment zu belassen. 1993 erwarb das amerikanische Unternehmen Kraft Foods (2012 umbenannt in Mondelēz International) sämtliche Anteile an der Firma Freia; seitdem vertreibt es auch dieses Produkt.
Für die Gestaltung der Lohengrin-Schokolade wurde Henrik Bull mit einer Medaille des Landesverbandes der norwegischen Architekten (Norske Arkitekters Landsforbund) ausgezeichnet. Eine weitere Ehrung wurde der Süßware im März 2009 zuteil: der Norwegische Kulturschutzverband (Norges Kulturvernforbund) erklärte sie zum nationalen Kulturgut.
Im Februar 2019 gab Mondelēz International bekannt, dass die Produktion von Lohengrin auf Grund der gesunkenen Nachfrage eingestellt wurde.

## Produkt
Ursprünglich wurde die Schokolade in zwei verschiedenen Größen angeboten, später gab es jedoch nur noch eine etwa 11 Zentimeter lange und 34 Gramm schwere Version von ihr. Sie wurde ausschließlich in Norwegen vertrieben. Wegen ihrer Form und Verpackung, die ebenfalls von Bull entworfen wurde, ist sie als „Knochen in Silberpapier“ apostrophiert worden. Der Schokoriegel wurde von Alufolie und einer roten Banderole umhüllt, auf der sich unter anderem Produktinformationen und das Haltbarkeitsdatum befanden. Der Schriftzug „Lohengrin“ wurde im Laufe der Jahrzehnte mehrfach überarbeitet.
Bei dem Produkt handelte es sich laut Herstellerangabe um eine „dunkle Schokolade, gefüllt mit Rumcreme“. Wegen der dünnflüssigen Konsistenz der hellgelben Rumcreme wurde die Schokolade in der Regel hochkant verzehrt. Als Zutaten gab Kraft Foods an: Zucker, Kakaomasse, Sorbit, Kakaobutter, Glukosesirup, Sojalecithin, Aromastoffe, Invertase und Zitronensäure.
Hundert Gramm Lohengrin-Schokolade hatten einen Brennwert von 1955 Kilojoule bzw. 465 Kilokalorien. Von diesen 100 Gramm waren 70 Gramm Kohlenhydrate, 19 Gramm Fette und 2,7 Gramm Proteine.
Milch wurde nicht regulär als Zutat ausgewiesen, doch enthielt die Banderole den Hinweis, dass neben geringen Mengen von Mandeln, Nüssen und Weizen auch „Spuren von Milch“ in der Schokolade enthalten sein können. Dennoch hielt der Norwegische Vegetarierverband (Norsk Vegetarforening) den Verzehr des Riegels von Menschen mit veganer Ernährungsweise für unbedenklich, da er keine tierischen Substanzen enthalte.